# Книга печер

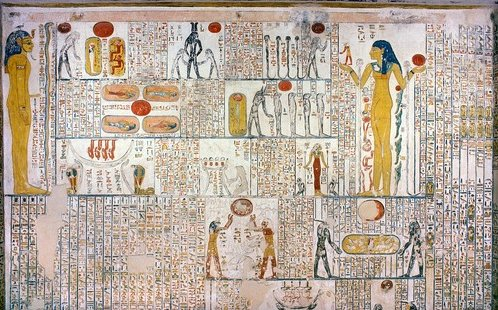
П'ятий розділ. Фреска з гробниці Рамсеса V (KV9)

Книга печер — один з найбільш важливих заупокійних текстів Нового царства. Як і багато інших заупокійних текстів, Книга печер, записана на стінах усередині гробниць, була свого роду довідковим матеріалом для померлих. У книзі описується подорож Ра через шість печер підземного світу. Особлива увага в книзі приділяється винагороді і покаранню в загробному житті.
Найраніша з відомих версій цієї книги знаходиться на лівій стіні храму Осіріон в Абідосі. Версія, що з'явилася в гробниці Рамсеса IV в Долині царів, замінила собою більш ранній текст Амдуата. Про це написав Жан-Франсуа Шампольйон у своїх листах з Єгипту.
Як і багато інших заупокійних текстів ця книга не мала давньої назви і в ній не було поділу нічного часу на години.
Книга печер з'явилася в епоху Рамессидів. У цьому тексті йдеться про те, що буде з тими душами, які отримали покарання у потойбічному світі, і про те, яка нагорода чекає тих, кому пощастить минути покарання. Книга печер є одним з найкращих джерел інформації про те, як влаштоване пекло на думку древніх єгиптян.
Книга печер складається з шести розділів, які поділені на дві половини, кожна з яких включає в себе по три інші частини. У першій половині йдеться про те, як бог сонця Ра викликає різних істот і групи богів. Друга половина складається з описового тексту більш ранніх книг. Книга печер написана більше літературною мовою, на відміну від інших заупокійних книг Нового царства, наприклад, таких як Книга воріт. У ній не так багато віньєток, як в інших книгах, але вона містить детальніший і триваліший опис подій.
У книзі розповідається про подорожі і випробування, які повинен пройти Ра, щоб в кінцевому підсумку піднятися до світла. Ра повинен провести душі по загробному світу через безліч печер, які охороняються богами і богинями. У кожній печері душу чекають випробування і якщо вона їх не проходить, то вирушає в небуття. Душ, приречених на небуття, обезглавлюють і виривають серце з грудей.

## Розділ 1
У першому розділі книги, міститься опис бога Ра і його місії в темряву, щоб захистити і подбати про Осіріса, і направити душі померлих на вірний шлях. Вхід в першу печеру охороняють змії. Ра, повинен привітати Осіріса, простягнутою до нього рукою. Осіріс сидить у своєму святилищі, оточеному зміями. Далі зображений Осіріс обезголовлений ворогами, під тими, хто його обезголовив; подібна сцена асоціювалася у єгиптян з пеклом. Після цього, Осіріс разом з Ра, виносять вирок — обезголовлені душі відправити в небуття.

## Розділ 2
У другому розділі, Ра повинен досягти різних богів і богинь, яких охороняють різні змії. Як тільки він досягає Осіріса, душі знову вирушають у небуття. Небуття, більш знане як «Місце знищення», в ньому душі караються охоронцями з ножами.

## Розділи з 3 по 6
У розділах з третього по шостий розповідається про проклятих і про те які їх чекають покарання. Прокляті зображені на овалах в стінах печери [Архівовано 24 лютого 2015 у Wayback Machine.], тому ці тексти називаються «Книга печер». У печерах боги піклуються про те, щоб кожна душа продовжувала отримувати свої покарання. Книга печер є єдиним відомим вченим давньоєгипетськими заупокійним текстом, в якому згадуються жінки засуджені в небуття.
Осіріс також знаходиться в пеклі, як і всі душі, які потрапили туди навіки. Однак Осіріса захищає сонячний диск і змії, які оточують його. Завдяки тому, що він захищений, він може продовжувати займатися своєю роботою.

## Історія
Одна з перших, практично повна версія Книги печер, знаходиться в Осіріоні. У цій версії був пошкоджений тільки верхній запис. Осіріон був виявлений археологами Фліндерсом Пітрі і Маргарет Мюррей, які проводили в цьому місці розкопки з 1902 по 1903 роки. Книга печер була виявлена на лівій стіні головного входу, а на протилежній стіні була зображена Книга воріт. Книга врат була розташована поблизу від Книги печер, оскільки вона також має відношення до смерті. Обидві книги засновані на заупокійних текстах Нового царства, проте їх зображення не зустрічаються до початку XIX династії. Подібних книг немає ні в одній з гробниць в Долини царів, за винятком Рамсеса IV.
Рамсес IV був першим фараоном, який став розміщувати текст Книги печер на стінах біля головного входу. До цього, на стінах біля входу зображували сцени з книги Амдуат. У гробниці Рамсеса VI вперше можна було побачити всі частини Книги печер, в тому числі і відсутню частину з Осіріона. Стіни гробниці були суцільно покриті текстом з Книги печер  [Архівовано 25 лютого 2015 у Wayback Machine.]. Рамсес VII пішов ще далі, тексти книги були написані не тільки на стінах біля входу, але й на стелях і в саркофазі.

## Переклади
Жан-Франсуа Шампольйон першим написав про Книгу печер з гробниці Рамсеса VI, зробивши кілька перекладів. Проте вчених, не особливо цікавила ця книга, до тих пір, поки не виявили повніший варіант тексту в Осіріона. 1933 року Генрі Франкфорт за допомогою Адріана де Бака, вперше написав повніший переклад цієї книги. Він не був повністю переведений на англійську мову до 1941 року.